# Mistrzostwa Europy U-21 w Piłce Nożnej 2007
Mistrzostwa Europy w piłce nożnej U-21 2007 odbyły się w dniach 10 czerwca – 23 czerwca 2007 w Holandii.

## Kwalifikacje
W kwalifikacjach brali udział 50 drużyn narodowych U-21, podzielonych na 14 grup, w których znajdowało się 3 zespoły. Mistrzowie grup awansowali do fazy play-off, z której zostały wyłonionych siedmioro finalistów turnieju głównego.

## Uczestnicy
W mistrzostwach wzięło udział 8 drużyn wyłonionych przez kwalifikacje, które odbywały się od maja 2006 roku.
Drużyny podzielono na 2 grupy po 4 uczestników:
Grupa A
- Holandia (gospodarz)
- Belgia
- Izrael
- Portugalia

Grupa B
- Serbia
- Włochy
- Anglia
- Czechy

## Stadiony
Mistrzostwa były rozgrywane na czterech następujących stadionach:
| Miasto     | Stadion             | Pojemność |
| ---------- | ------------------- | --------- |
| Arnhem     | GelreDome           | 30 tys.   |
| Heerenveen | Abe Lenstra Stadion | 28 tys.   |
| Groningen  | Euroborg            | 20 tys.   |
| Nijmegen   | De Goffert          | 13 tys.   |

## Faza grupowa

### Grupa A
| M | Reprezentacja | L.m. | Zw. | Rem. | Por. | Bramki | R.br. | Pkt |
| 1 | Holandia      | 3    | 2   | 1    | 0    | 5:3    | +2    | 7   |
| 2 | Belgia        | 3    | 1   | 2    | 0    | 3:2    | +1    | 5   |
| 3 | Portugalia    | 3    | 1   | 1    | 1    | 5:2    | +3    | 4   |
| 4 | Izrael        | 3    | 0   | 0    | 3    | 0:6    | -6    | 0   |

10 czerwca 2007
| Holandia            | 1 – 0 (1-0) | Izrael | 18:15 – Abe Lenstra Stadion, Heerenveen Sędzia: Damir Skomina (Słowenia) Widzów: 22 013 |
| Hedwiges Maduro 10' |             |        |                                                                                         |
| Portugalia          | 0 – 0       | Belgia | 20:45 – Euroborg, Groningen Sędzia: Robert Małek (Polska) Widzów: 7 197                 |

13 czerwca 2007
| Izrael              | 0 – 1 (0-0) | Belgia             | 18:15 – Abe Lenstra Stadion, Heerenveen Sędzia: Craig Thomson (Szkocja) Widzów: 5 239 |
|                     |             | Kevin Mirallas 82' |                                                                                       |
| Holandia            | 2 – 1 (1-0) | Portugalia         | 20:45 – Euroborg, Groningen Sędzia: Knut Kircher (Niemcy) Widzów: 19 498              |
| Ryan Babel 33' (k.) |             | Miguel Veloso 77'  |                                                                                       |
| Maceo Rigters 75'   |             |                    |                                                                                       |

16 czerwca 2007
| Holandia             | 2 – 2 (2-1) | Belgia                  | 20:45 – Abe Lenstra Stadion, Heerenveen Sędzia: Stephane Lannoy (Francja) Widzów: 24 099 |
| Maceo Rigters 13'    |             | Kevin Mirallas 9'       |                                                                                          |
| Royston Drenthe 37'  |             | Sebastien Pocognoli 70' |                                                                                          |
| Portugalia           | 4 – 0 (2-0) | Izrael                  | 20:45 – Euroborg, Groningen Sędzia: Zsolt Szabo (Węgry) Widzów: 10 833                   |
| Manuel Fernandes 37' |             |                         |                                                                                          |
| Ricardo Vaz Tê 45'   |             |                         |                                                                                          |
| Miguel Veloso 49'    |             |                         |                                                                                          |
| Nani 50'             |             |                         |                                                                                          |

### Grupa B
| M | Reprezentacja | L.m. | Zw. | Rem. | Por. | Bramki | R.br. | Pkt |
| 1 | Serbia        | 3    | 2   | 0    | 1    | 2:2    | 0     | 6   |
| 2 | Anglia        | 3    | 1   | 2    | 0    | 4:2    | +2    | 5   |
| 3 | Włochy        | 3    | 1   | 1    | 1    | 5:4    | +1    | 4   |
| 4 | Czechy        | 3    | 0   | 1    | 2    | 1:4    | -3    | 1   |

11 czerwca 2007
| Czechy                | 0 – 0       | Anglia | 18:15 – GelreDome, Arnhem Sędzia: Zsolt Szabo (Węgry) Widzów: 9 382          |
| Serbia                | 1 – 0 (0-0) | Włochy | 20:45 – De Goffert, Nijmegen Sędzia: Stephane Lannoy (Francja) Widzów: 8 347 |
| Dejan Milovanović 63' |             |        |                                                                              |

14 czerwca 2007
| Czechy           | 0 – 1 (0-0) | Serbia                | 18:15 – De Goffert, Nijmegen Sędzia: Robert Małek (Polska) Widzów: 6 109  |
|                  |             | Boško Janković 90'    |                                                                           |
| Anglia           | 2 – 2 (2-1) | Włochy                | 20:45 – GelreDome, Arnhem Sędzia: Damir Skomina (Słowenia) Widzów: 17 103 |
| David Nugent 24' |             | Giorgio Chiellini 36' |                                                                           |
| Leroy Lita 26'   |             | Alberto Aquilani 69'  |                                                                           |

17 czerwca 2007
| Włochy                | 3 – 1 (3-1) | Czechy                  | 20:45 – GelreDome, Arnhem Sędzia: Craig Thomson (Szkocja) Widzów: 7 167  |
| Alberto Aquilani 4'   |             | Michal Papadopoulos 14' |                                                                          |
| Giorgio Chiellini 29' |             |                         |                                                                          |
| Giuseppe Rossi 45'    |             |                         |                                                                          |
| Anglia                | 2 – 0 (1-0) | Serbia                  | 20:45 – De Goffert, Nijmegen Sędzia: Knut Kircher (Niemcy) Widzów: 9 133 |
| Leroy Lita 4'         |             |                         |                                                                          |
| Matt Derbyshire 77'   |             |                         |                                                                          |

## Półfinały
20 czerwca 2007
| Holandia                       | 1 – 1 (0-1, 1-1, 1-1), po dogrywce | Anglia                       | 18:15 – Abe Lenstra Stadion, Heerenveen Sędzia: Knut Kircher (Niemcy) Widzów: 23 467 |
| Maceo Rigters 89'              |                                    | Leroy Lita 34'               |                                                                                      |
|                                | Rzuty karne 13 – 12                |                              |                                                                                      |
| Ryan Babel – gol               |                                    | Ashley Young – gol           |                                                                                      |
| Royston Drenthe – słupek       |                                    | James Milner – gol           |                                                                                      |
| Tim Janssen – gol              |                                    | Mark Noble – gol             |                                                                                      |
| Roy Beerens – gol              |                                    | Justin Hoyte – obroniony     |                                                                                      |
| Hedwiges Maduro – gol          |                                    | Matt Derbyshire – gol        |                                                                                      |
| Daniël de Ridder – gol         |                                    | Anton Ferdinand – gol        |                                                                                      |
| Gianni Zuiverloon – gol        |                                    | Scott Carson – gol           |                                                                                      |
| Maceo Rigters – gol            |                                    | Liam Rosenior – gol          |                                                                                      |
| Arnold Kruiswijk – obok bramki |                                    | Nigel Reo-Coker – obroniony  |                                                                                      |
| Boy Waterman – gol             |                                    | Steven Taylor – gol          |                                                                                      |
| Roy Beerens – gol              |                                    | Ashley Young – gol           |                                                                                      |
| Royston Drenthe – gol          |                                    | James Milner – gol           |                                                                                      |
| Hedwiges Maduro – gol          |                                    | Mark Noble – gol             |                                                                                      |
| Tim Janssen – gol              |                                    | Justin Hoyte – gol           |                                                                                      |
| Daniël de Ridder – obroniony   |                                    | Matt Derbyshire – obroniony  |                                                                                      |
| Gianni Zuiverloon – gol        |                                    | Anton Ferdinand – poprzeczka |                                                                                      |
| Serbia                         | 2 – 0 (1-0)                        | Belgia                       | 20:45 – GelreDome, Arnhem Sędzia: Robert Małek (Polska) Widzów: 17 438               |
| Aleksandar Kolarov 4'          |                                    |                              |                                                                                      |
| Dragan Mrdja 87'               |                                    |                              |                                                                                      |

## Mecz o 5. miejsce
Pierwsze 4 drużyny mistrzostw automatycznie kwalifikują się do Olimpiady w Pekinie. Ponieważ do pierwszej czwórki zakwalifikowała się Anglia, która na Olimpiadzie będzie częścią reprezentacji Wielkiej Brytanii, rozegrany został mecz, który wyłonił czwartego, obok Belgii, Serbii i Holandii uczestnika Igrzysk.
21 czerwca 2007
| Portugalia                     | 0 – 0 (po dogr.)  | Włochy                   | 20:45 – De Goffert, Nijmegen Sędzia: Stephane Lannoy (Francja) Widzów: 5 161 |
|                                | Rzuty karne 3 – 4 |                          |                                                                              |
| João Moutinho – gol            |                   | Graziano Pellè – gol     |                                                                              |
| Nani – gol                     |                   | Riccardo Montolivo – gol |                                                                              |
| Manuel Fernandes – obroniony   |                   | Domenico Criscito – gol  |                                                                              |
| Miguel Veloso – gol            |                   | Raffaele Palladino – gol |                                                                              |
| Vitorino Antunes – obok bramki |                   |                          |                                                                              |

## Finał
23 czerwca 2007
| Holandia          | 4 – 1 (1-0) | Serbia          | 20:45 – Euroborg, Groningen Sędzia: Damir Skomina (Słowenia) Widzów: 15 000 |
| Otman Bakkal 17'  |             | Dragan Mrđa 79' |                                                                             |
| Ryan Babel 60'    |             |                 |                                                                             |
| Maceo Rigters 67' |             |                 |                                                                             |
| Luigi Bruins 87'  |             |                 |                                                                             |

## Najlepsi strzelcy
4 gole
- Maceo Rigters

3 gole
- Leroy Lita

2 gole
- Alberto Aquilani
- Giorgio Chiellini
- Kevin Mirallas
- Miguel Veloso
- Ryan Babel
- Dragan Mrđa

1 gol
- Matt Derbyshire
- Royston Drenthe
- Manuel Fernandes
- Boško Janković
- Hedwiges Maduro
- Dejan Milovanović
- Nani
- David Nugent
- Michal Papadopulos
- Sébastien Pocognoli
- Giuseppe Rossi
- Ricardo Vaz Tê
- Otman Bakkal
- Luigi Bruins
- Aleksandar Kolarov